# Albatros L 79
L'Albatros L 79 Kobold (in tedesco Coboldo) fu un aereo acrobatico monomotore, monoposto e biplano, sviluppato dall'azienda aeronautica tedesca Albatros Flugzeugwerke GmbH nei tardi anni venti.
Il modello, dotato di piani alari a profilo simmetrico, era specificatamente progettato per poter operare in volo rovesciato.

## Storia del progetto
Nei tardi anni venti l'ufficio tecnico dell'azienda decise di avviare lo sviluppo di un velivolo sperimentale per lo studio del volo rovesciato. Indicato come L 79, il progetto è relativo a un aereo dall'impostazione, per l'epoca, convenzionale: cellula monoposto, con abitacolo aperto, velatura biplana, piani alari dalla medesima pianta e caratteristiche, a profilo simmetrico, elevato allungamento ed entrambi dotati di alettoni, ed impennaggio convenzionale monoderiva.
Venne costruito in due esemplari.
Il primo, Werk.Nr 10140, immatricolato D-1660, venne consegnato nel giugno 1929 alla Deutsche Verkehrsfliegerschule (DVL), dove operò per buona parte del decennio successivo, rimanendo leggermente danneggiato in fase di atterraggio il 15 maggio 1934, ai comandi del Dipl.Ing. Geike.
Il secondo, Werk.Nr 10165, venne originariamente immatricolato D-1871 per assumere le marche D-ETIZ dopo l'introduzione delle normative RLM. Consegnato al RDL ErprobungsStelle, reparto di studi basato a Staaken, fu oggetto di un incidente scontrandosi con un Klemm L 26 IIa (D-2096) nel 1933. Dopo le riparazioni venne trasferito a Rechlin nel 1934 dove rimase fino al suo smantellamento, nell'aprile 1937.

## Tecnica
Il Kobold era un velivolo dall'aspetto convenzionale, monomotore con configurazione alare biplana e carrello fisso.
La fusoliera era dotata di un unico abitacolo aperto e terminava posteriormente in un impennaggio classico monoderiva. Le ali avevano forma e dimensione identiche ed erano collegate da un singolo montante per lato più uno centrale che collegava l'ala superiore con la fusoliera. Il carrello d'atterraggio era fisso con un pattino d'appoggio montato posteriormente. Il motore, un radiale Siemens-Halske Sh 12 da 125 CV (92 kW), azionava un'elica bipala in legno.

## Utilizzatori
Germania
- Deutsche Verkehrsfliegerschule